# 伊尔-86

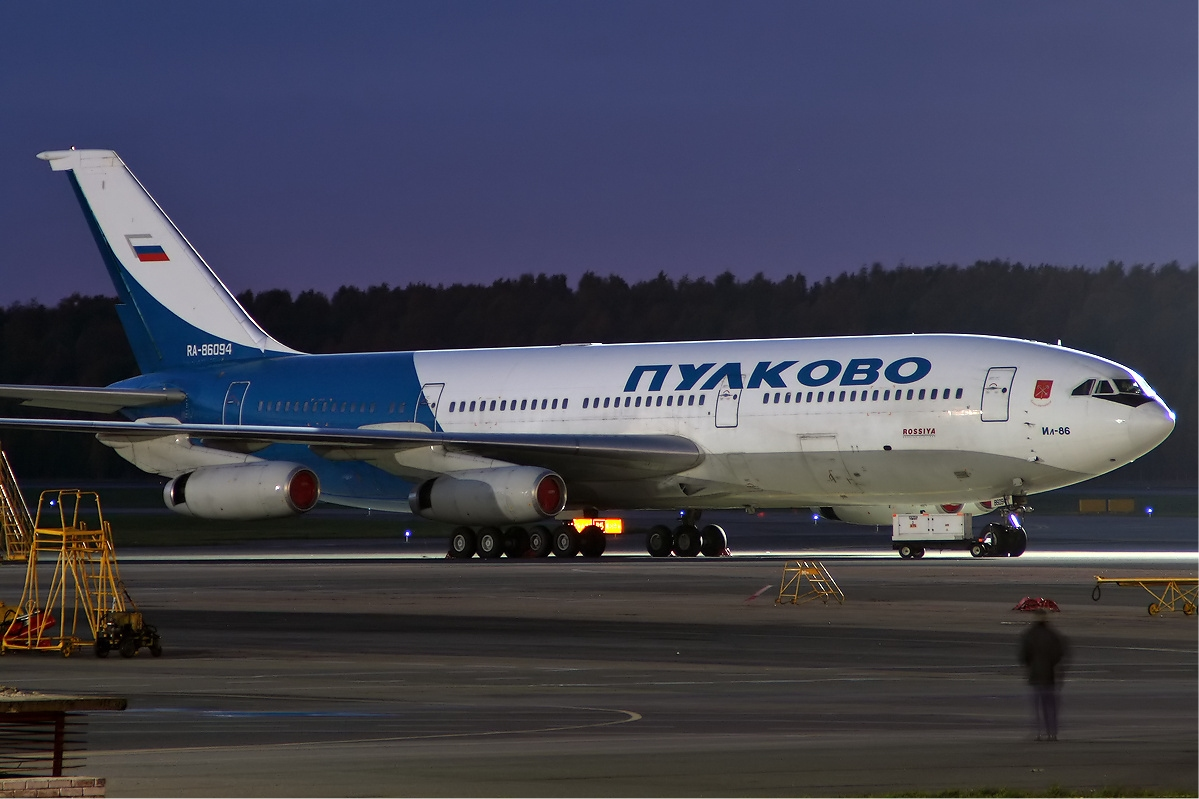
一架隸屬於聖彼得堡普尔科沃航空（Пулково）的伊尔-86客機（注意機身中後段處的登機樓梯）

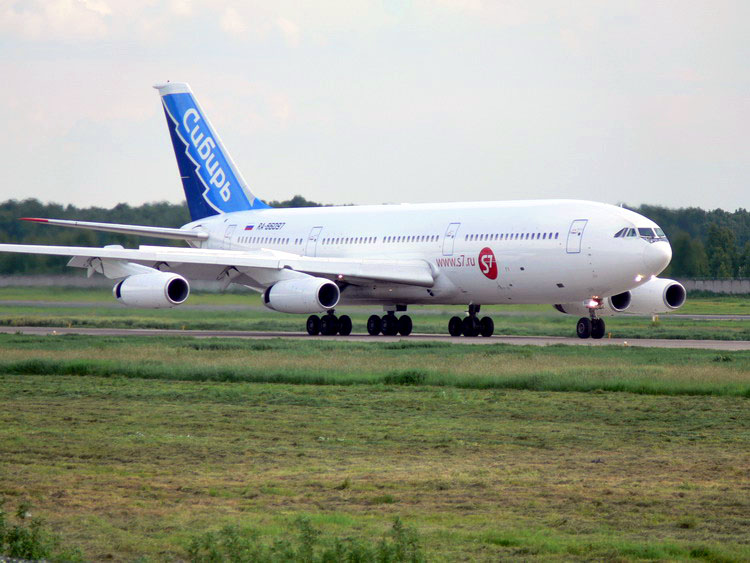
S7航空的伊尔-86客机

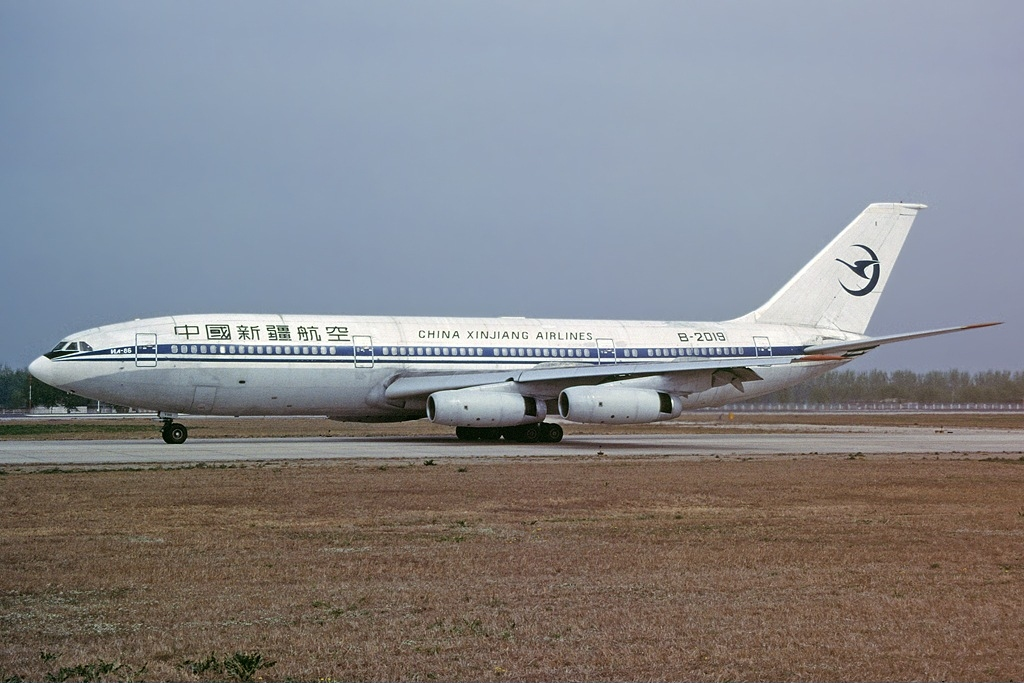
中国新疆航空的伊尔-86

伊留申伊尔-86（-86/-86）是首款由蘇聯伊留申設計局设计的四發動機廣体客机。
伊尔-86的開發計畫是在1971年蘇聯方面宣佈，於1976年作首次飛行，並要求於1980年莫斯科奧運前，伊留申需作第一次的商業飛行。客艙可以作3-3-3配置亦屬蘇系客機首次。

## 設計
伊尔-86的設計和產品計劃於1971年的巴黎航空展中發佈。早期伊尔-86除了廣體的特點外，機身的設計和IL-62一樣也是採取四個設於機體尾部的發動機及T字型垂直尾翼佈局。但是在風洞測試後發現伊尔-86的廣體機身如果配T字尾翼作飛行時，空速和控制水平均未如理想。而且發動機設於機身體後也會令機體平衡出現問題，結果導致機體佈局改用最常見的模式，也直接影響了後來伊尔96的設計。
在機體佈局改動上花了一定的時間。不過為了令伊尔-86可以在1980年莫斯科奧運会前投入服務，伊留申設計局還是令客機在1980年時交付俄羅斯航空，來運送來往蘇聯的乘客。
伊尔-86設計最獨特的地方是設於客艙下的登機樓梯。主要是配合蘇聯遠東地區機場硬體設施的不完善，於不設登機橋的閘口使用，每邊機身兩個。雖減少了飛機對機場設施的依賴和節省飛機進行下一次飛行（Turn around）的時間，但是這樓梯不可以在緊急時使用。
伊尔-86采用了苏联民航提出的“行李在手”概念，要求乘客们把全部行李都置于下层行李舱，这样一来客舱内部就不再需要很大的行李存储空间。行李箱只在两侧座椅上方才有，中央座椅区头顶空空如也，空间感极强。
另外，飞机空调送风口设在前排座椅背后，这样的设计很特别，并不利于舱内温度调节，而且风道要贯穿座椅，增加了座椅设计的复杂性。

## 運輸能力
在研發伊尔-86時，蘇聯仍然缺乏高旁通比的發動機（High By-pass Engine），導致伊尔-86只可以繼續使用IL-62同系列的低旁通比發動機。雖然可以運載最多390位乘客和16個LD3標準貨箱，但是發動機的限制令到伊尔-86比同時期歐美的廣體客機（如：DC-10和A300）的航程短，也令飛機的燃料經濟程度大幅下降。

## 噪音問題
從2002年4月1日開始，歐洲聯盟禁止不符合國際民航組織（ICAO）條例「第二章節」噪音水準的飛機進入其領空後，伊尔-86就不能再在獨聯體外的歐洲地區使用。
現在，伊留申設計局正計劃把西方的CFM56高涵道比發動機（主要用於波音737和空中巴士A340上）裝設到伊尔-86，以節省燃料和改善噪音問題，只不過成本問題令現在仍使用伊尔-86的航空公司卻步。
在2006年10月23日，俄羅斯航空對外表示由於只給飛機於夏天飛行花費不少，而且燃料、噪音問題，所以在同年11月15日開始取消该型机的飛行。

## 採用航空公司

### 民航
截至2010年3月，全世界僅剩4架伊尔-86ВКП仍然以軍用機的角色在進行營運：
過去曾运营伊尔-86的航空公司：
- 俄羅斯航空（Aeroflot Russian Airlines）
- 俄羅斯蘇維埃航空（Aeroflot Soviet Airlines）
- Aerolicht
- 哈薩克航空
- Air-Van航空
- AJT國際航空
- 亞美尼亞航空
- Belavia
- 中國新疆航空
  - 1992年7月，新航以湿租（飞机连同机组等人员一起租用）的形式从乌兹别克斯坦航空公司引进了2架伊尔—86客机。自1993年6月起，新航又陆续购买了3架伊尔—86客机。1993年以后，伊尔—86客机作为新航运输生产的骨干机型，主要承担着乌鲁木齐飞往北京、上海、广州、成都等重点航线的任务。 2003年2月，新航的三架伊尔—86客机全部退役，转售俄罗斯鞑靼斯坦航空公司。[3][4]
- 俄羅斯大陸航空（Continental Airways）
- 東線航空
- Hajvairy 航空
- IRS Aero
- Jana Arka Airlines
- 莫斯科航空
- Orient Avia
- 俄羅斯天空航空
- 俄罗斯洲际航空
- 泛歐航空
- 烏茲別克航空
- Vnukovo航空
- 西伯利亞航空（9）
- Tatarstan航空（3）
- Ural航空（4）
- VASO航空（4）
- Yuzhnaya航空（1）
- Armavia航空（1）
- Atlant-Soyuz Airlines航空（9）
- KrasAir航空（4）

### 軍航
- 俄羅斯空軍（4）

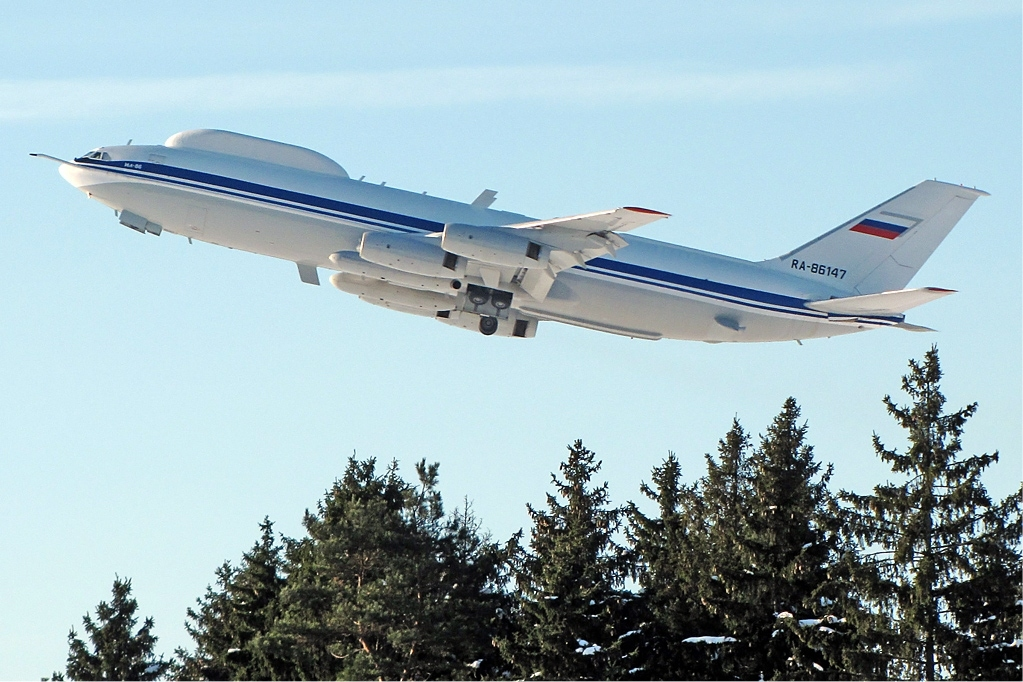
伊尔-80

北大西洋公約組織稱軍用的伊尔-86為「Camber」，伊尔-80空中指挥机是以其为基础改装的。

## 技术参数
参考资料：
基本信息
- 机组：駕駛艙3人（機長、副機長、飛航工程師，有時有領航員和報務員）及11名乘務員（典型）
- 容量：350人（全經濟艙）；320（典型三艙佈局）

性能

## 同級機型
- 相關計劃
  - IL-96
- 类似機種
  - 空中巴士A300
  - 空中巴士A340
  - 麥道DC-10
  - 洛克希德L-1011

## 外部連結
- 官方網站.
- 飛機技術性資料 （页面存档备份，存于）
- IL-76相片